# Wahl (Möckern)
Wahl ist ein Ortsteil von Möckern im Landkreis Jerichower Land in Sachsen-Anhalt.

## Geographie
Das Dorf liegt vier Kilometer südlich von Loburg. Nur 500 m weiter südlich von hier stößt die Gemarkung auf die Grenze zum Landkreis Anhalt-Bitterfeld, welche gleichzeitig die nördliche Grenze vom Landschaftsschutzgebiet (LSG) Zerbster Nuthetäler darstellt. Dieses LSG gehört zum Naturpark Fläming.
Am westlichen Rand der Ortslage entspringt der Münchenbach, ein linker Nebenfluss der Ehle. Der Ort zählt zum Zerbster Land, einer ackergeprägten offenen Kulturlandschaft und 536 km² großen Haupteinheit der übergeordneten Haupteinheitengruppe des Fläming im norddeutschen Tiefland. Das Zerbster Land bildet die Südwestabdachung des Flämings zur Elbe und gehört zum Einzugsgebiet des Flusses.

## Geschichte
Die erste urkundliche Erwähnung der damals wüsten Feldmark findet sich im Jahre 1338. Allerdings muss hier auch schon um 1300 herum anscheinend die Ortsbezeichnung Walle verwendet worden sein. Als Ergebnis einer Fachtagung im Jahre 2002 wird vermutet, dass diese Bezeichnung Walle, ebenso im Jahre 1447 für den Ort nachgewiesen, als Übertragung vom niederländischen Hof mit Namen ten Walle, dem späteren Prinzenhof bei Gent zu betrachten ist.
Bis zur Eingemeindung am 1. Januar 2009 war das Dorf ein Ortsteil der Stadt Loburg, heute ebenfalls ein Ortsteil der Stadt Möckern.